# Gillett (miejscowość w stanie Wisconsin)
Gillett – miasto w Stanach Zjednoczonych, w stanie Wisconsin, w hrabstwie Oconto.